# 小笠原步
小笠原步（日语：／ Ogasawara Ayumi，1978年11月25日—）是一名日本女子冰壶运动员，她出生于北海道北见市常呂町，旧名小野寺步（日语：／ Onodera Ayumi）。她现在在北海道札幌市的札幌CC队中担任队长，该队在2014年冬季奥林匹克运动会中代表日本冰壶队参赛。

## 经历
小笠原步在12岁时就开始在她的家乡练习冰壶，并在中学时代和加藤章子（现姓关和）及林弓枝（现姓船山）组建一支名叫“Simsons”（シムソンズ）的队伍，该队曾代表日本队参加1996年至1999年的世界青年冰壶锦标赛，并在1998年和1999年各获得两枚银牌。该队后来又在2002年盐湖城冬奥会上以2胜7负的成绩获得第8名。
2001年，小笠原毕业于札幌学院大学人文学部英语及英语文学专业。2001-02赛季过后，小笠原步和她的长期队友林弓枝移居青森并组建了一支名称“Fortius”（フォルティウス，现名“青森队”）的队伍，该队代表日本队参加2006年都灵冬奥会，在比赛中，小笠原担任队长，并率领全队以4胜5负的成绩获得第7名，还在循环赛爆冷击败北美传统强队加拿大队。2005-06赛季过后，小笠原和林弓枝宣布临时退役，临时退役后不久，两人表达了在休养期间普及冰壶运动的意向。小笠原在退役期间结了婚，并于2009年8月生下一子，还到日本全国各地参加演讲活动。
2011年，小笠原和同样结婚后改名的船山弓枝（原名林弓枝）在札幌组建了一支称作“北海道银行Fortius”（北海道銀行フォルティウス）的新队伍。该队在2013年12月举办的2014年索契冬奥会的资格赛中代表日本队参赛并获得参加冬奥会的资格。2014年1月15日，小笠原被选为索契冬奥会的开幕式旗手。在索契冬奥会中，小笠原再次担任队长，率领全队以4胜5负的成绩获得第5名，取得日本队在冬奥会冰壶项目中的最好成绩，还在循环赛打败了米尔哈姆·奥特（Mirjam Ott）率领的瑞士队和王冰玉率领的中国队，这两只队伍都曾获得过世锦赛冠军。正因为她在冬奥赛场上的出色表现，她又被选为日本代表队闭幕式旗手。
2017年2月，为了能够代表日本出战2018年平昌冬奥，小笠原以及她的队友代表北海道银行参加了日本冰壶锦标赛，最终队伍只获得第四名，无缘平昌冬奥，赛后小笠原向媒体表示自己可能会结束运动生涯。同年4月，为了获得2018年平昌冬奥新增的混合双人冰壶项目的资格，她搭档阿部晋也代表日本参加了世界混合双人冰壶锦标赛，最终以3胜4负的成绩止步小组赛，没能取得该项目冬奥资格。8月6日，小笠原在北海道札幌举办的一场世界巡回赛中获得第3名，赛后她表示自己将继续运动生涯，目标是参加2022年北京冬奥。
2018年6月底，小笠原宣布退出北海道银行俱乐部，尽管她称自己并未退役，但她仍已离开职业生涯第一线，逐渐将重心转向培养年轻选手。2019年4月13日，她获委任为日本青年队的专任教练。

## 历届奥运会队友
| 比赛               | 队长     | 二垒       | 三垒                   | 主力         | 替补       | 来源   |
| ------------------ | -------- | ---------- | ---------------------- | ------------ | ---------- | ------ |
| 2002年盐湖城冬奥会 | 加藤章子 | 不適用     | 林弓枝（现名船山弓枝） | 小仲美香     | 石崎琴美   | [ 2 ]  |
| 2006年都灵冬奥会   | 不適用   | 本橋麻里   | 林弓枝（现名船山弓枝） | 目黑萌繪     | 寺田樱子   | [ 6 ]  |
| 2014年索契冬奥会   | 不適用   | 小野寺佳步 | 船山弓枝               | 苫米地美智子 | 吉田知那美 | [ 15 ] |